# 山口尚亨
山口 尚亨（やまぐち たかよし、1972年 - ）は、石川県出身の寿司職人。

## 経歴
都会（銀座）の寿司店虎ノ門やほかけ等で修業し、2002年11月野々市市にて夫婦（妻・山口由恵）で「すし処めくみ」を独立開店する。

## 人物
東京大学教授の東原和成と実践のデータを提供し、その結果を日々研究しておいしい寿司を探求している。レストランジャーナリスト犬養裕美子からも高く評価されている。
自ら毎日現場へ足を運んでいる事で、生産者、卸業者、漁業関係者との繋がりは信頼関係以上に深い。
周りからは変態（尊敬・気質・人柄・職人の念から）と言われている。又、常に妻のサポートと支えが大きい（内助の功）。

## 書籍
- dancyu(ダンチュウ) 2017年1月号「鮨が好き。」 雑誌  – 2016/12/6　「すし処めくみ」 石川・野々市 早川光

## 受賞歴
- 第3回料理マスターズブロンズ賞[2]。
- ミシュランガイド富山石川版にて2つ星認定となる。